# 瑪尼

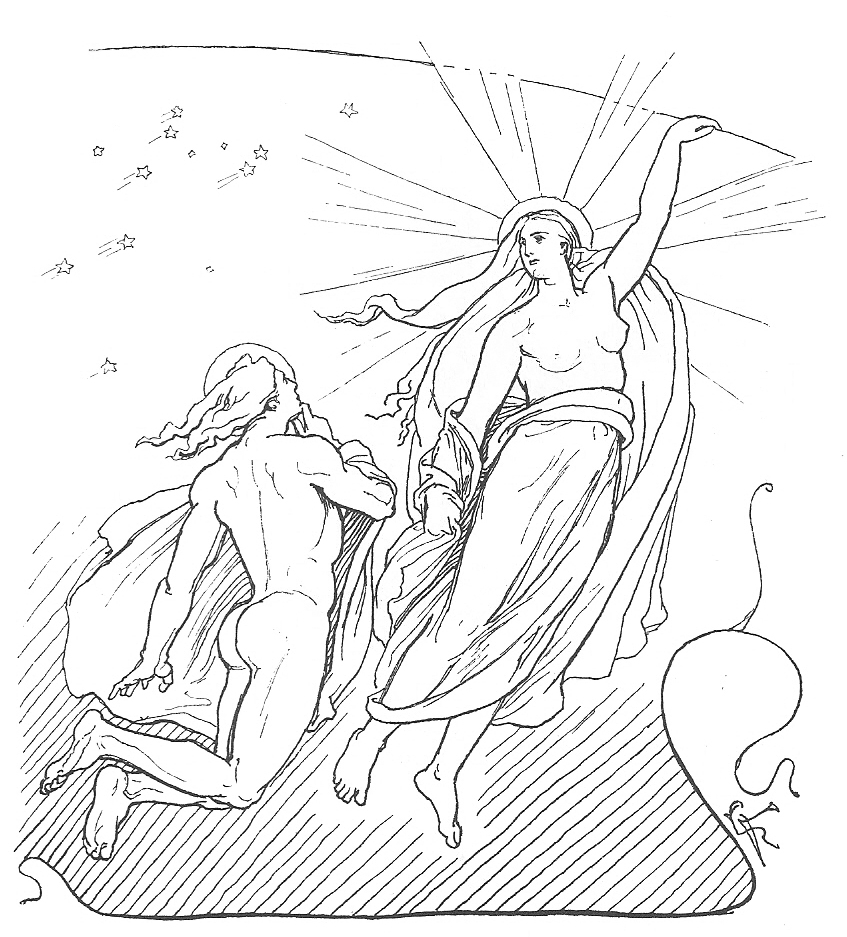
玛尼和苏尔，洛伦兹·佛罗里西1895年创作。

瑪尼（Mani），是北歐神話中的月亮馭者，是月亮的化身。他是巨人蒙迪爾法利（Mundilfari）的兒子，他的姊妹是蘇爾（Sol），蘇爾是太陽的馭者。
瑪尼的月車，是由一匹名為亞斯維德爾（Alsvider）的馬拉著，不像蘇爾的日車，因為太陽過度強烈的熱力還需要斯瓦林（Svalin）盾保護著，月亮光和熱都是溫和的。
一隻名為哈提（Hati）的狼總是在車後追逐月亮，想把它吞下去，當他追上時，這時就會發生月蝕。地上的人們必須敲鑼打鼓以嚇走天狼。但當諸神的黃昏到來時，哈提終將會把月亮一口吞下。
如今的月亮與及星期一（即Moon及Monday）的英文，就是演變自這位月神的名字。

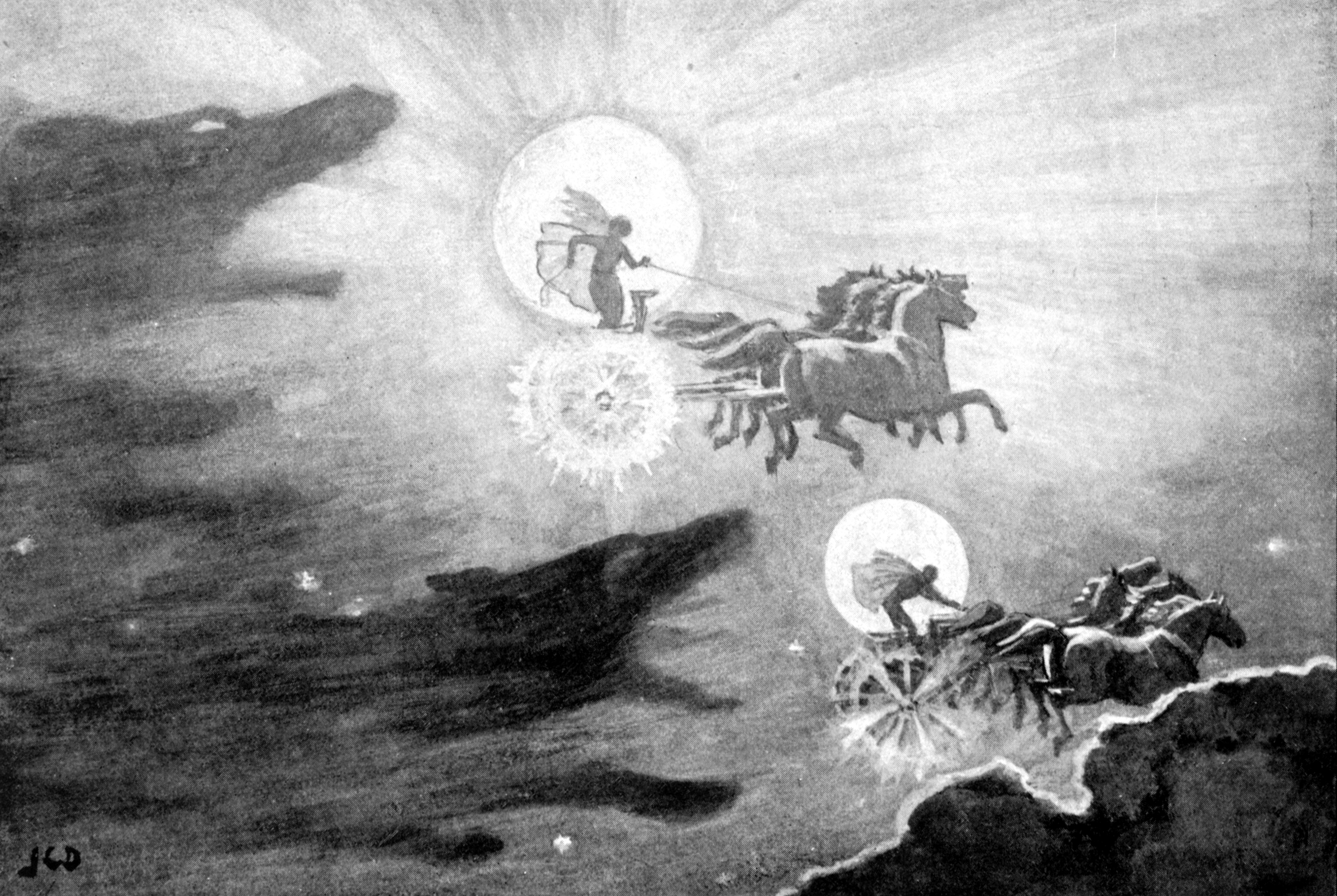
“狼队追逐蘇尔和玛尼”，约翰·查尔斯·德尔曼1909年创作。